# Yakamoz S-245
Yakamoz S-245 este un serial de televiziune thriller științifico-fantastic apocaliptic turcesc din 2022, creat de Jason George, inspirat din romanul științifico-fantastic polonez din 2015 Starość aksolotla de Jacek Dukaj. Serialul a avut premiera pe Netflix la 20 aprilie 2022 și este un spin-off al serialului belgian În negura nopții.

## Recepție
În săptămâna lansării, serialul a fost al treilea cel mai vizionat serial TV în altă limbă decât engleza de pe Netflix.

## Producție
Filmările au avut loc în diferite locuri din Turcia: İzmir, Balıkesir, Foça și Ayvalık (în special insula Cunda) precum și pe un submarin turcesc din clasa Atılay⁠(d).

## Episoade
| Sezonul | Sezonul | Episoade | Episoade | Premiera TV     | Premiera TV |
| ------- | ------- | -------- | -------- | --------------- | ----------- |
|         | 1       | 7        | 7        | 20 aprilie 2022 |             |